# Hod O'Brien
Walter Howard "Hod" O'Brien (Chicago, 19 januari 1936 – 20 november 2016) was een Amerikaanse jazz-pianist in de moderne jazz (onder meer bebop).

## Biografie
O'Brien werd als kind gegrepen door de boogiewoogie. Nadat hij kennis maakte met de 'Jazz at the Philharmonic' platen, verbreedde zijn muzikale interesse en was hij ook geïnteresseerd in swing, dixieland en bebop. Hij studeerde aan het Oberlin Conservatory en aan Manhattan School of Music (1954–57). Hij was in die tijd ook actief als professioneel musicus en om die reden maakte hij zijn studie aan Manhattan School niet af. In de jaren 1956-1957 leidde hij een eigen groep in Lenox, Massachusetts, tevens speelde hij bij het kwintet van Oscar Pettiford (1957-1958) en J.R. Monterose/Elvin Jones (in 1958–59). Dankzij vibrafonist Teddy Charles maakte hij in 1957 zijn eerste plaatopname, met de groep van Art Farmer, Donald Byrd en Idrees Sulieman. Van 1960 tot 1963 begeleidde hij als pianist in een club Phil Woods, Freddie Hubbard, Charlie Rouse en Lee Konitz. tevens had hij indertijd een eigen trio. Toen de jazz door de komst van bijvoorbeeld pop en rock een mindere tijd beleefde, ging hij, in 1964, studeren aan de Columbia-universiteit (aanvankelijk wiskunde, later psychologie), in 1969 ontving hij een 'bachelor's degree'. Hierna had hij een computerbaan aan New York University (1969–74). Deze tijd zou O'Brien later als 'verloren jaren' beschouwen. Tevens studeerde hij computer music  onder Hal Overton and Charles Wuorinen.
O'Brien leidde in de jaren 1974-1975 St. James Infirmary jazz club in New York, waar hij speelde in de huisband, met Beaver Harris en Cameron Brown. Deze groep begeleidde onder andere Roswell Rudd, Sheila Jordan, Chet Baker, Zoot Sims, Al Cohn, Pepper Adams, en Archie Shepp. Hij speelde met Marshall Brown (1975), Russell Procope en Sonny Greer (1977), Joe Puma (1977–82), in Gregory's in New York), en begeleidde zangeres Stephanie Nakasian (1982). Met Nakasian trouwde hij later, hun dochter is de zangeres Veronica Swift. Hij gaf les aan Turtle Bay Music School (1972–75) en, in de jaren negentig, aan Universiteit van Virginia.
Hod O’Brien was nog actief als muzikant toen hij behandeld werd voor kanker. Hij overleed op tachtigjarige leeftijd.

## Discografie

### Als leider
- I'm a Sucker Too (Silvertone)
- Bits and Pieces (Uptown, 1982)
- Opalessence (Criss Cross, 1985)
- Ridin' High (Reservoir, 1990)
- Hod & Cole (JazzMania, 1993)
- So That's How it Is (Reservoir, 1998)
- Fine and Dandy (Fresh Sound, 2004)
- Have Piano Will Swing (Fresh Sound, 2004)
- Live at Blues Alley, Sets 1–3 (Reservoir, 2005)

### Als begeleider
Met Art Farmer, Donald Byrd en Idrees Sulieman
- Three Trumpets (Prestige, 1957)

Met Stephanie Nakasian
- Comin' Alive (1989)
- French Cookin' (1992)
- BitterSweet (1993)
- Invitation to an Escapade (2001)
- Lullaby in Rhythm: In Tribute to June Christy (2002)
- Thrush Hour: A Study of the Great Ladies of Jazz (2006)
- I Love You (2006)
- Dedicated to Lee Wiley (2009)

Met Joe Puma
- Shining Hour (Reservoir 1984)

Met Roswell Rudd
- Flexible Flyer (Arista/Freedom 1974)

- Bibliothèque nationale de France: cb140451915 (data)
- Gemeinsame Normdatei: 1137394234
- International Standard Name Identifier: 0000 0000 3980 2060
- Library of Congress Control Number: n92018873
- MusicBrainz: 54c47bd4-a28c-48b6-816a-2fe3d245ec43
- Nationale Bibliotheek van Tsjechië: xx0123023
- Virtual International Authority File: 4121948
- WorldCat: E39PBJfGRyHDwQm96GHrypyjmd